# کادی ولی (کالیفرنیا)

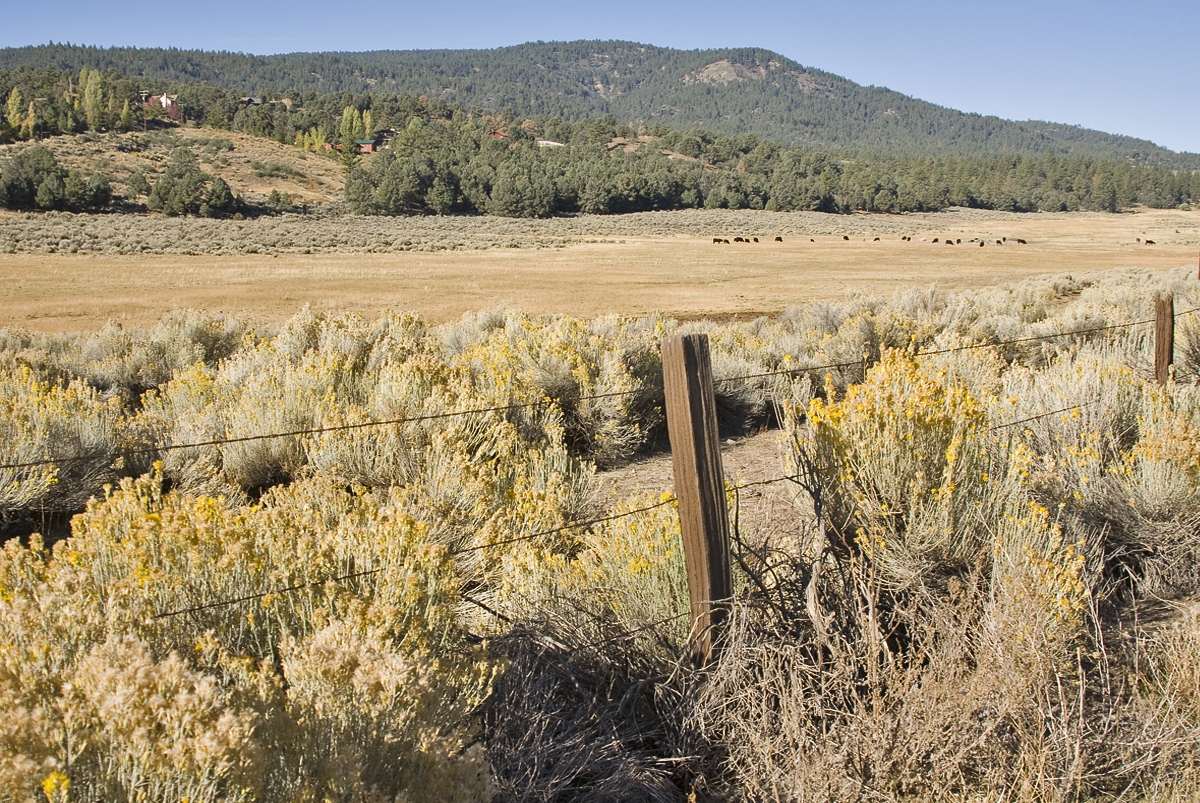
کادی ولی، کالیفرنیا

کادی ولی (به انگلیسی: Cuddy Valley) یک منطقهٔ مسکونی در ایالات متحده آمریکا است که در شهرستان کرن، کالیفرنیا واقع شده‌است. کادی ولی ۱٬۶۱۰ متر بالاتر از سطح دریا واقع شده‌است.